# Jemima Blackburn
Jemima Blackburn (nascuda Wedderburn) va ser una il·lustradora, pintora i ornitòloga escocesa.

## Vida i obra
Jemima Blackburn era filla de James Wedderburn, un alt funcionari de la justícia d'Escòcia, i de Isabella Clerk, d'una família de llarga tradició escocesa. Per part de mare era cosina germana del gran científic James Clerk Maxwell, a qui va ensenyar a dibuixar.
Des de ben menuda va ser encoratjada a dibuixar i, en una visita a Londres, amb només una desena d'anys, el pintor Edwin Henry Landseer li va dir que no podia ensenyar-li res més sobre com dibuixar animals. El 1848 ja tenia una pintura penjada a la Royal Academy of Arts i l'any següent es casava amb Hugh Blackburn, recent nomenat catedràtic de matemàtiques a la universitat d'Edimburg i a qui coneixia i estimava des de la infància.

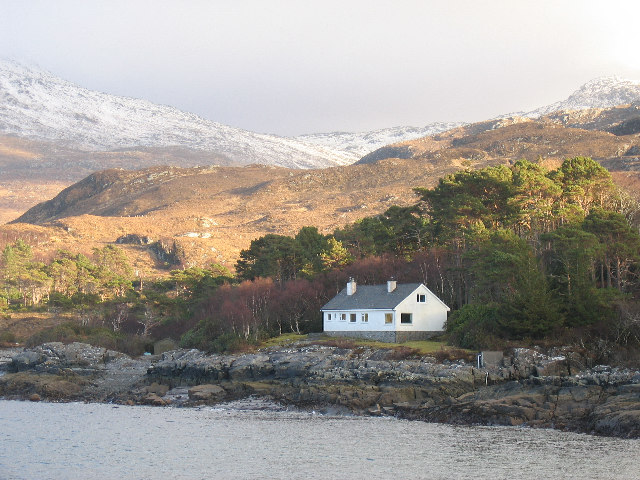
Casa construïda en l'actualitat sobre els fonaments de l'antiga Roshven House.

Els anys 1857-58 va participar en una exposició de pintors britànics als Estats Units (Nova York, Filadèlfia i Boston) i també en l'exposició londinenca de dones artistes. El 1855, amb el seu marit, havien comprat una casa, Roshven House, a Moidart, a les terres altes d'Escòcia, en un lloc força aïllat. Les seves estances a Moidart li van permetre desenvolupar les seves aficions ornitològiques que, combinades amb la seva habilitat en el dibuix, li varen permetre publicar el 1862 i 1868 els dos volums de Birds Drawn from Nature, un extens catàleg d'ocells. El 1895 torna a publicar Births from Moidart and Elsewhere.
Els seus dots com a observadora dels ocells i la seva habilitat en el dibuix, la feien ser molt meticulosa en les seves representacions i la van fer entrar en polèmiques amb l'ornitòleg John Gould i amb Charles Darwin.
Cap al final de la seva vida, en els anys noranta, va començar a escriure unes memòries que no es van arribar a publicar fins molt més tard.
Va morir a la seva casa de Roshven House uns mesos abans que el seu marit.